# 阜成门站
阜成门站是一个位于中国北京市西城区展览路街道、新街口街道与金融街街道，西二环路、阜成门内大街、阜成门外大街、阜成门南大街、阜成门北大街交叉口阜成门桥下方，属于北京地铁2号线的地铁车站，于1984年9月20日启用。未来也是规划中的北京地铁3号线一座换乘车站。

## 位置
这个站为地下车站，位于阜成门（现阜成门桥），即阜成门外大街－阜成门內大街（东西向）与阜成门南大街－阜成门北大街（西二环，南北向）交汇处。车站呈南北走向。

## 车站结构

### 楼层分布
| 地面层          | 出入口              | A—D出入口                        |
| 地下一层 站厅层 | 站厅                | 票务服务、自动售票机、一卡通充值 |
| 地下二层 站台层 |                     | 2号线內環（车公庄）              |
| 地下二层 站台层 | 岛式站台，左側開门  |                                  |
| 地下二层 站台层 | 2号线外環（复兴门） |                                  |

### 站台

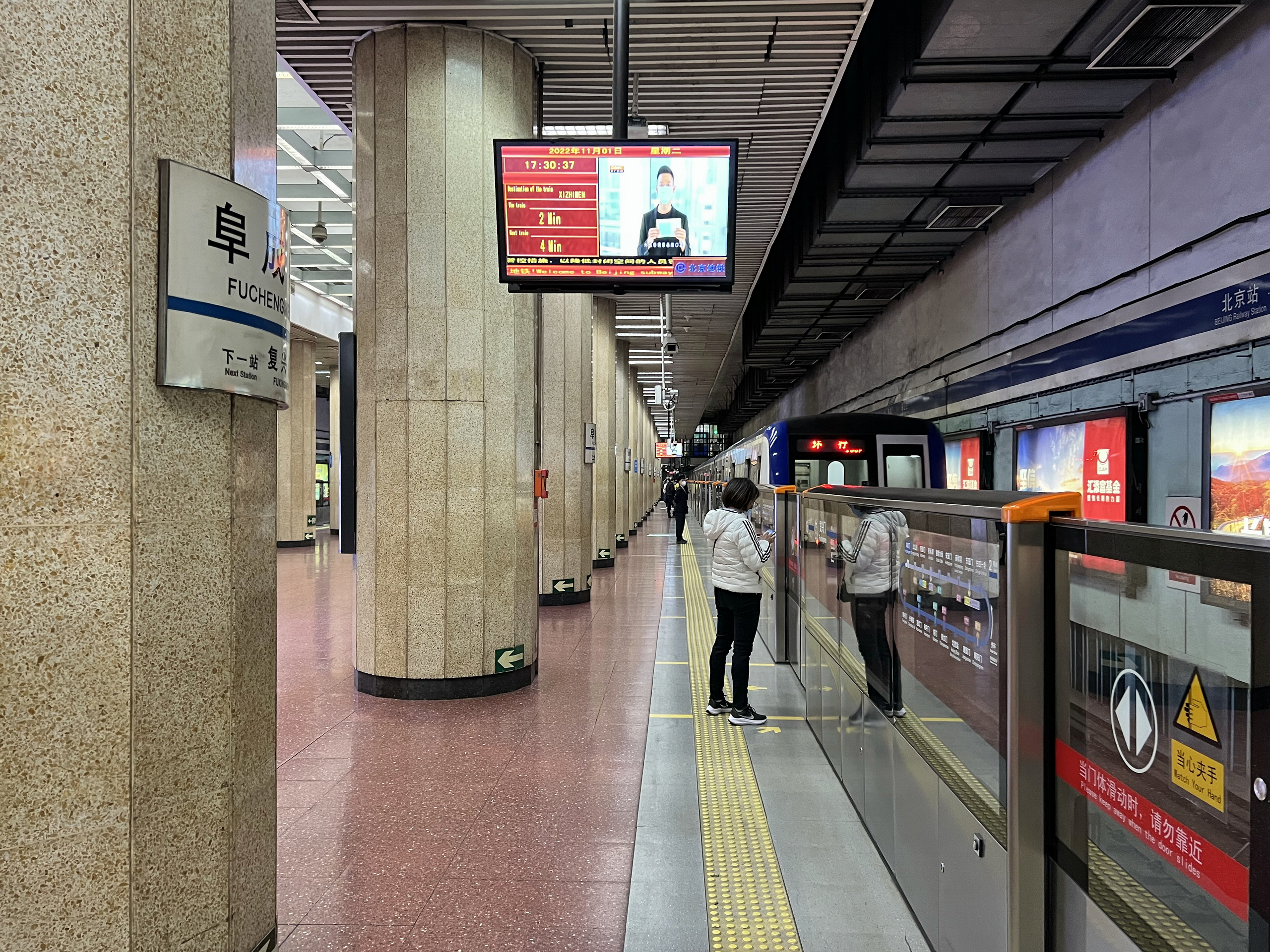
2号线阜成门站往复兴门站方向站台，站台加装半高式安全门（2022年11月摄）

2号线阜成门站设有一座岛式站台，位于西二环地底。

### 大堂

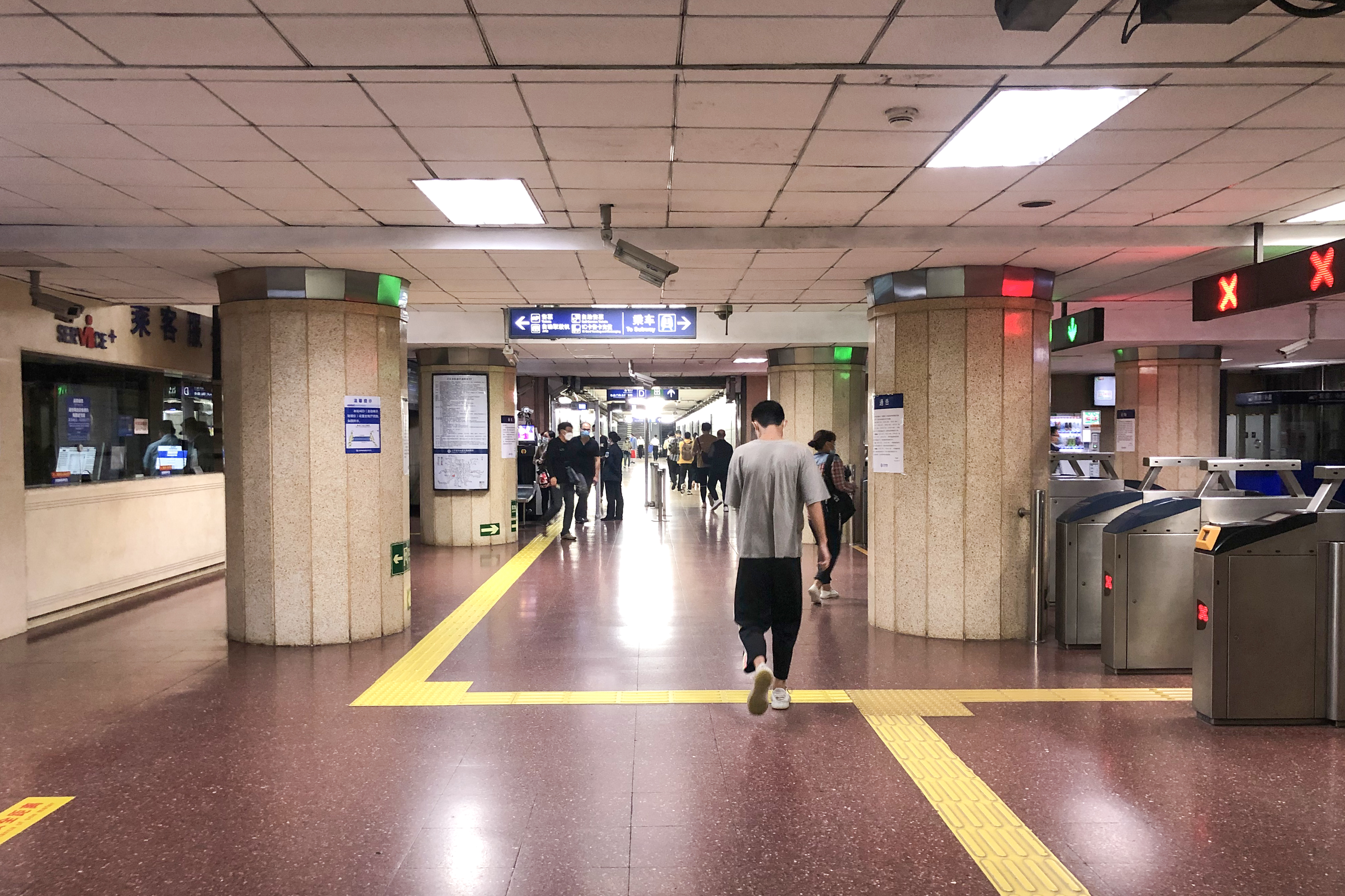
阜成門站2號線南大堂（2021年9月摄）

2号线阜成门站设有分离式站厅，在南北两侧各设一个站厅。

## 出口
阜成门站一共有4个出口：A西北、B东北、C东南、D西南。A口另有通往中海商务中心（原阜成门华联商厦）地下一层美食街“阜成·集食里”的通道。
|                           |                      |                                          |      |            |
| 编号                      | 指示                 | 建议前往的目的地                         | 照片 | 无障碍设施 |
| 出口 · A                  | 阜成门外大街（北侧） | 中海商务中心、阜外心血管病医院、四川大厦 |      | 不適用     |
| 出口 · B                  | 阜成门内大街（北侧） | 白塔寺、北京鲁迅博物馆                   |      | 不適用     |
| 出口 · C · 轮椅升降台标志 | 阜成门南大街（东侧） | 中国邮政大厦、金融大楼                   |      |            |
| 出口 · D                  | 阜成门外大街（南侧） | 万通金融中心                             |      | 不適用     |
| 註： 設有輪椅升降台       |                      |                                          |      |            |

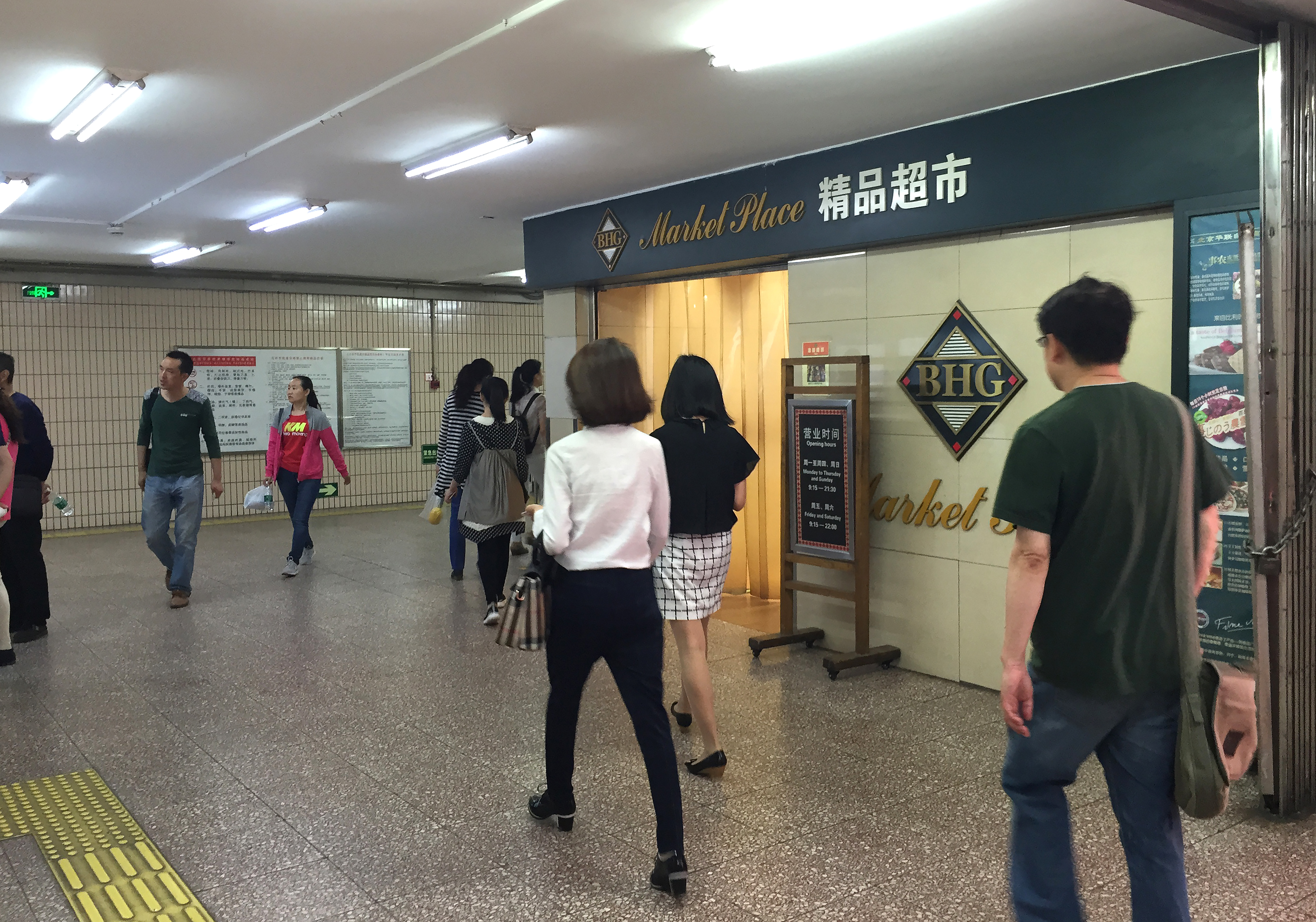
阜成门站A口通道内的华联超市入口（地下一层）（2016年5月摄）
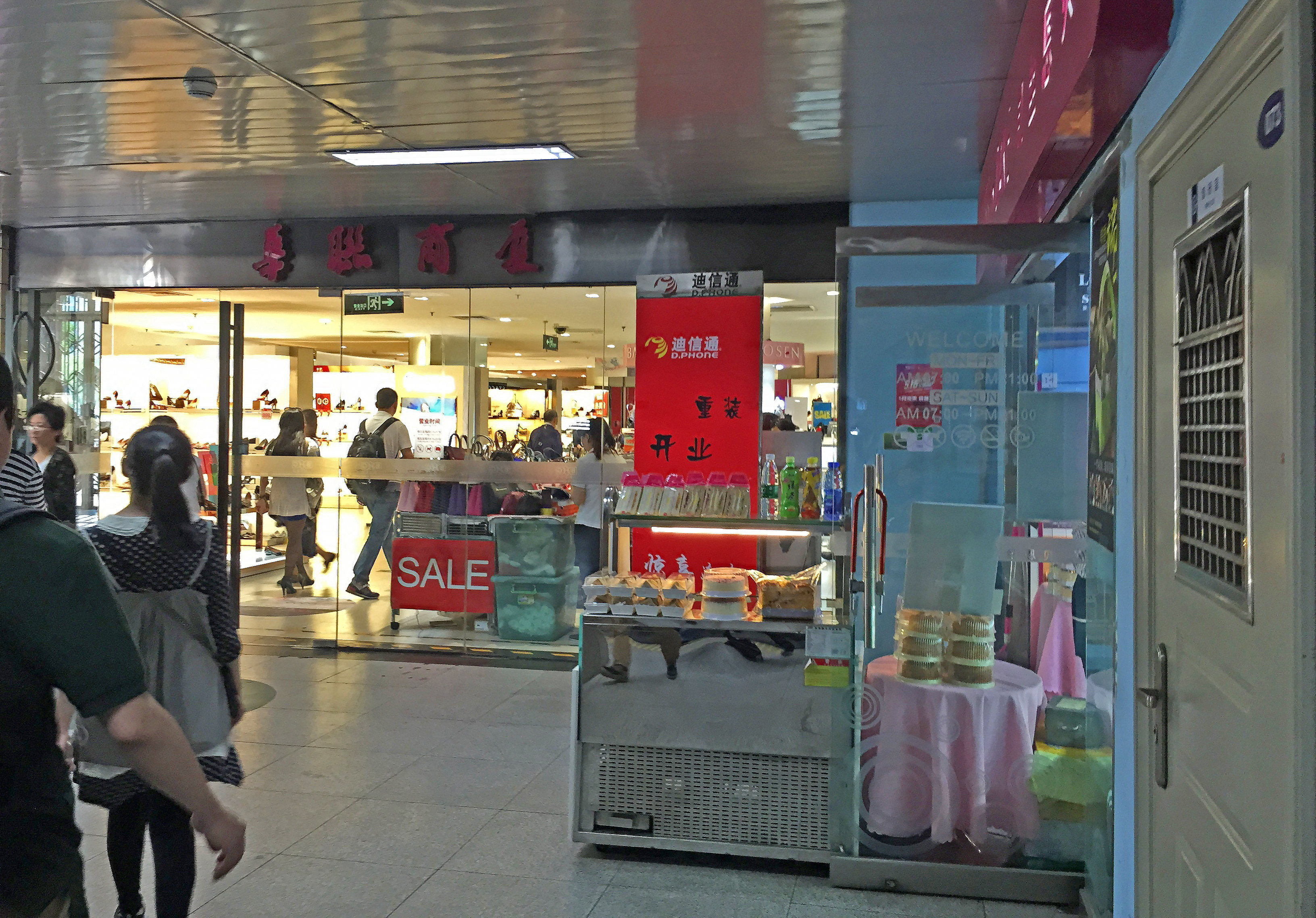
阜成门站A口地面层的华联商厦入口（2016年5月摄）

## 历史
2007年1月20日，为配合北京地铁既有线加装自动售检票系统工程，阜成门站北站厅封闭改造，工期持续至2007年2月12日，南站厅则于2007年3月24日开始改造，4月28日完工。